# Jonathan M. Shiff
Jonathan Mark Shiff (?–) ausztrál televíziós producer, forgatókönyvíró, író, aki ifjúsági- és gyermekműsorokat készít. Cége, a Jonathan M. Shiff Productions, 1988-ban jött létre. Sorozatait 130 országban vetítik.
Korábban ügyvédként dolgozott. A Swinburne Film and Television School-ban végezte filmes tanulmányait. Munkásságáért 2001-ben Ausztrália Centenáriumi Emlékérmével (Australian Centenary Medal) tüntették ki.

## Filmjei
- Űr utazó (2011) 1 x 26 epizód
- Elefánt hercegnő (2008) 2 x 26 epizód
- Kalózsziget (2003)
- H2O: Egy vízcsepp elég (2006–2010) 3 x 26 epizód
- A földönkívüli lány (2001–2002) 26 epizód
- Az óceán lánya (1994–1998) 2 x 13 + 2 x 26 epizód
- Makoi hableányok (2013-2016) 3 x 16 epizód